# Одынец, Киприан
Киприан Одынец (пол. Cyprian Odyniec; 13 сентября 1749, Гродно, Трокское воеводство — 28 июля 1811) — епископ Итомийский, суффраган Полоцкий конца XVIII и начала XIX века.

## Биография
Киприан Одынец родился 13 сентября 1749 года в городе Гродно. Происходил из древнего дворянского рода герба Одынец, особенно распространенного в Виленской, Могилевской и Минской губерниях. 
15 февраля 1798 года указом российского императора Павла I К. Одынец был вызван в столицу Российской империи город Санкт-Петербург, где ему было повелено присутствовать в департаменте юстиц-коллегии, для разбора дел римско-католического вероисповедания. В этой должности он обратил на себя внимание начальства, и император Александр I в 1803 году назначил его управляющим римско-католической Могилевской епархией. 
Киприан Одынец скончался 28 июля 1811 года.